# Центральный банк Черногории
Центральный банк Черногории (черног. Centralna Banka Crne Gore) — центральный банк государства Черногория.

## История
В 1905 году в Цетине в форме акционерного общества создан Черногорский банк — первый центральный банк Черногории. В 1912 году начат выпуск черногорских банкнот. Банкноты выпускались не Черногорским банком, а Главным государственным казначейством. В 1916 году Черногорский банк прекратил работу.
В 1918 году в связи с вхождением Черногории в состав Королевства сербов, хорватов и словенцев территория Черногории была включена в зону деятельности Привилегированного народного банка Сербского Королевства, преобразованного в 1920 году в Народный банк Королевства сербов, хорватов и словенцев.
В 1942 году оккупированная территория Черногории была включена в зону деятельности Банка Италии.
В 1946 году в Титограде создан филиал Народного банка Федеративной Народной Республики Югославия. В 1972 году он преобразован в Народный банк Черногории — филиал Народного банка Югославии. В 1993 году филиал лишён статуса юридического лица и реорганизован в Главный республиканский филиал Народного банка Югославии в Подгорице.
В ноябре 2000 года принят закон о Центральном банке Черногории. Банк начал операции 15 марта 2001 года.